# Maria Prytz
Maria Prytz, z domu Engholm (ur. 18 października 1976 w Sveg) – szwedzka curlerka, srebrna medalistka Zimowych Igrzysk Olimpijskich 2014, trzykrotna mistrzyni Europy.
Grę w curling rozpoczęła w 1989. Przez większość kariery występowała w barwach Svegs Curlingklubb. W 1997 będąc czwartą w ekipie Margarethy Sigfridsson wygrała mistrzostwa Szwecji juniorów, na mistrzostwach świata wystąpiła jednak już wcześniej. W 1994 i 1995 była rezerwową w zespole Margarethy Lindahl, z turniejów tych wróciła z brązowym i srebrnym medalem.
W 1997 Szwedki dotarły do finału zawodów w Karuizawie, zajęły 2. miejsce przegrywając 3:11 ze Szkotkami (Julia Ewart). Rok później Prytz dołączyła na MŚ do drużyny Matildy Mattsson, tym razem pokonała Julię Ewart w meczu o brązowy medal.
Po czterech latach Prytz wygrała rozgrywki ligowe Elitserien. Na Mistrzostwach Świata 2002 ekipa ze Sveg zakwalifikowała się do fazy finałowej. W półfinale pokonała Norweżki (Dordi Nordby) i zdobyła srebrne medale ulegając w finale 5:6 Szkocji (Jackie Lockhart). Prytz zajęła 1. miejsce w Elitserien także w 2008 roku, reprezentantki Szwecji uplasowały się na 6. miejscu MŚ 2008.
Także po przekroczeniu wieku juniorskiego Maria występowała na arenie międzynarodowej jako piąta. Łącznie było to pięć turniejów, we wszystkich Szwedki stawały na podium, a Prytz nie wystąpiła w żadnym z meczów. Z zespołami Margarethy Lindahl i Anette Norberg zdobyła tytuły mistrzyni Starego Kontynentu w latach 2003 i 2007, wicemistrzyni Europy z 1999 a także srebrny i brązowy medal mistrzostw świata odpowiednio z 1999 i 2002.
Po zakończeniu sezonu 2010/2011 Prytz zastąpiła Stinę Viktorsson w drużynie AllTele ze Skellefteå Curlingklubb. Po powrocie do gry wraz z Margarethą Sigfridsson wystąpiła na Mistrzostwach Europy 2011. Szwedki bez porażki awansowały do fazy finałowej, po pokonaniu 12:6 Dunek (Lene Nielsen) znalazły się w finale. W ostatnim spotkaniu wynikiem 2:8 lepsze okazały się Szkotki (Eve Muirhead). Medal z tego samego kruszcu Maria zdobyła podczas Mistrzostw Świata 2012, w finale Szwedki uległy 6:7 Szwajcarkom (Mirjam Ott). Pod koniec roku zespół ze Skellefteå zajął 3. miejsce w Mistrzostwach Europy w Kalrstad, gospodynie zawodów w meczu o brąz pokonały 9:3 Dunki (Lene Nielsen).
W Mistrzostwach Świata 2013 po fazie grupowej Szwedki były na czele klasyfikacji. Pokonały w górnym meczu play-off zawodniczki ze Szkocji (Eve Muirhead) 7:5. Również w finale rywalizowały ze sobą te same zespoły. Curlerki ze Skellefteå zdobyły srebrne medale przegrywając 5:6. W rundzie grupowej listopadowych ME zawodniczki ze Szwecji z bilansem 6 wygranych i 3 przegranych meczów zajęły 3. miejsce. W meczu Page play-off pokonały 10:2 Dunki (Lene Nielsen), później wygrały 7:6 nad Szwajcarkami (Mirjam Ott) i awansowały do finału. Drużyna Prytz zdobyła tytuły mistrzyń kontynentu pokonując w ostatnim meczu 10:5 Szkotki (Eve Muirhead).
Maria Prytz reprezentowała Szwecję na Zimowych Igrzyskach Olimpijskich 2014. Zawodniczki ze Skellefteå awansowały do półfinałów w rundzie grupowej wygrywając 7 z 9 meczów. W półfinale pokonały 7:5 Szwajcarki (Mirjam Ott). Ostatni mecz turnieju zakończył się wynikiem 3:6 na korzyść Kanadyjek (Jennifer Jones), Szwedki zdobyły srebrne medale.

## Wielki Szlem
| Turniej                | 2011/2012 | 2012/2013 | 2013/2014 | 2014/2015 |
| ---------------------- | --------- | --------- | --------- | --------- |
| Autumn Gold            | A         | A         | A         | A         |
| Manitoba Lotteries     | x         | x         | x         | QF*       |
| Colonial Square        | A*        | A         | A         | A         |
| Masters                | A*        | A         | QF        | F         |
| Canadian Open          | —         | —         | —         |           |
| Players’ Championships | A         | F         | SF        |           |

| —  | = turniej nie odbył się                          |
| A  | = nie uczestniczyła                              |
| x  | = nie zakwalifikowała się do fazy finałowej      |
| QF | = ćwierćfinał                                    |
| SF | = półfinał                                       |
| F  | = finał                                          |
| W  | = zwycięstwo                                     |
| *  | = turniej niezaliczany do cyklu Wielkiego Szlema |

## Drużyna
|           | Czwarta                | Trzecia                | Druga               | Otwierająca            |
| --------- | ---------------------- | ---------------------- | ------------------- | ---------------------- |
| 2011/2015 | Maria Prytz            | Christina Bertrup      | Maria Wennerström   | Margaretha Sigfridsson |
| 2007/2008 | Stina Viktorsson       | Maria Prytz            | Maria Wennerström   | Margaretha Sigfridsson |
| 2005/2006 | Margaretha Sigfridsson | Maria Prytz            | Margaretha Dryburgh | Ulrika Bergman         |
| 2004/2005 | Margaretha Sigfridsson | Margaretha Dryburgh    | Maria Prytz         | Ulrika Bergman         |
| 2003/2004 | Maria Prytz            | Margaretha Sigfridsson | Margaretha Dryburgh | Matilda Mattsson       |
| 2002/2003 | Margaretha Sigfridsson | Maria Engholm          | Margaretha Dryburgh | Annette Jörnlind       |
| 2001/2002 | Maria Engholm          | Margaretha Sigfridsson | Anna-Kari Lindholm  | Annette Jörnlind       |
| 2000/2001 | Maria Engholm          | Margaretha Sigfridsson | Anette Jörnlind     | Mari-Louise Persson    |
| 1999/2000 | Margaretha Sigfridsson | Maria Engholm          | Helen Edlund        | Mari-Louise Persson    |
| 1998/1999 | Margaretha Sigfridsson | Maria Engholm          | Annette Jörnlind    | Helen Edlund           |
| 1997/1998 | Margaretha Sigfridsson | Maria Engholm          | Anna-Kari Lindholm  | Mari-Louise Persson    |
| 1996/1997 | Margaretha Sigfridsson | Maria Engholm          | Anna-Kari Lindholm  | Maria Halvarsson       |

| Mikst     | Czwarty/-a     | Trzeci/-a         | Drugi/-a     | Otwierający/-a |
| --------- | -------------- | ----------------- | ------------ | -------------- |
| 2008/2009 | Oskar Sjöström | Maria Wennerström | Eric Carlsén | Maria Prytz    |